# ニューヨーク市地下鉄V系統
ニューヨーク市地下鉄V系統（ニューヨークしちかてつVけいとう）はかつて存在したニューヨーク市地下鉄の運転系統である。2001年12月17日に行われた63丁目線の延伸と同時に運行を開始したが、2010年6月25日をもって廃止となった。
現地では6番街線各駅停車（6ばんがいせんかくえきていしゃ、英: Sixth Avenue Local）とも呼ばれている。

## 歴史

### 前史
X系統に代わってIRTとBMTで工事期間中に使用されていた。

### 運行開始
当系統は1980年代前半から構想があり、当初は63丁目線を経由する計画であった。2001年12月17日に運行を開始したが、53丁目を経由するように変わった。この関係で、63丁目線を走る系統はF系統に変わった。また、G系統はコート・スクエア駅止まりとなった。
しかし、当系統が運行開始したことに伴い、E系統は53丁目方面へ向かう唯一の急行列車となってしまう。そのため、少なからず不満を抱いている乗客などもいた。
2005年1月23日、チェンバーズ・ストリート駅で火災が発生。C系統が運休になる。このため当系統が臨時でユークリッド・アベニュー駅へ、2月2日まで乗り入れていた。

### 廃止へ
2009年後半に、MTAは経営改善のために一部系統の再編を行うと発表した。これでは当系統を廃止し、M系統をエセックス・ストリート駅から6番街線乗り入れとしてブロードウェイ-ラファイエット・ストリート駅以北では当系統の経路を引き継ぐというものであった。
2010年3月19日に正式に新たな運行系統体制を発表し、M系統はラインカラーを当系統と同じ橙色とした。
V系統の最終列車は2010年6月25日の23時33分に2番街駅を発車するフォレスト・ヒルズ-71番街駅行きとなった。その3日後にM系統の6番街線乗り入れが開始された。
当系統が運行されていた期間は僅か8年半と、ニューヨーク市地下鉄の運転系統にしては異例の短命であった。

## ギャラリー

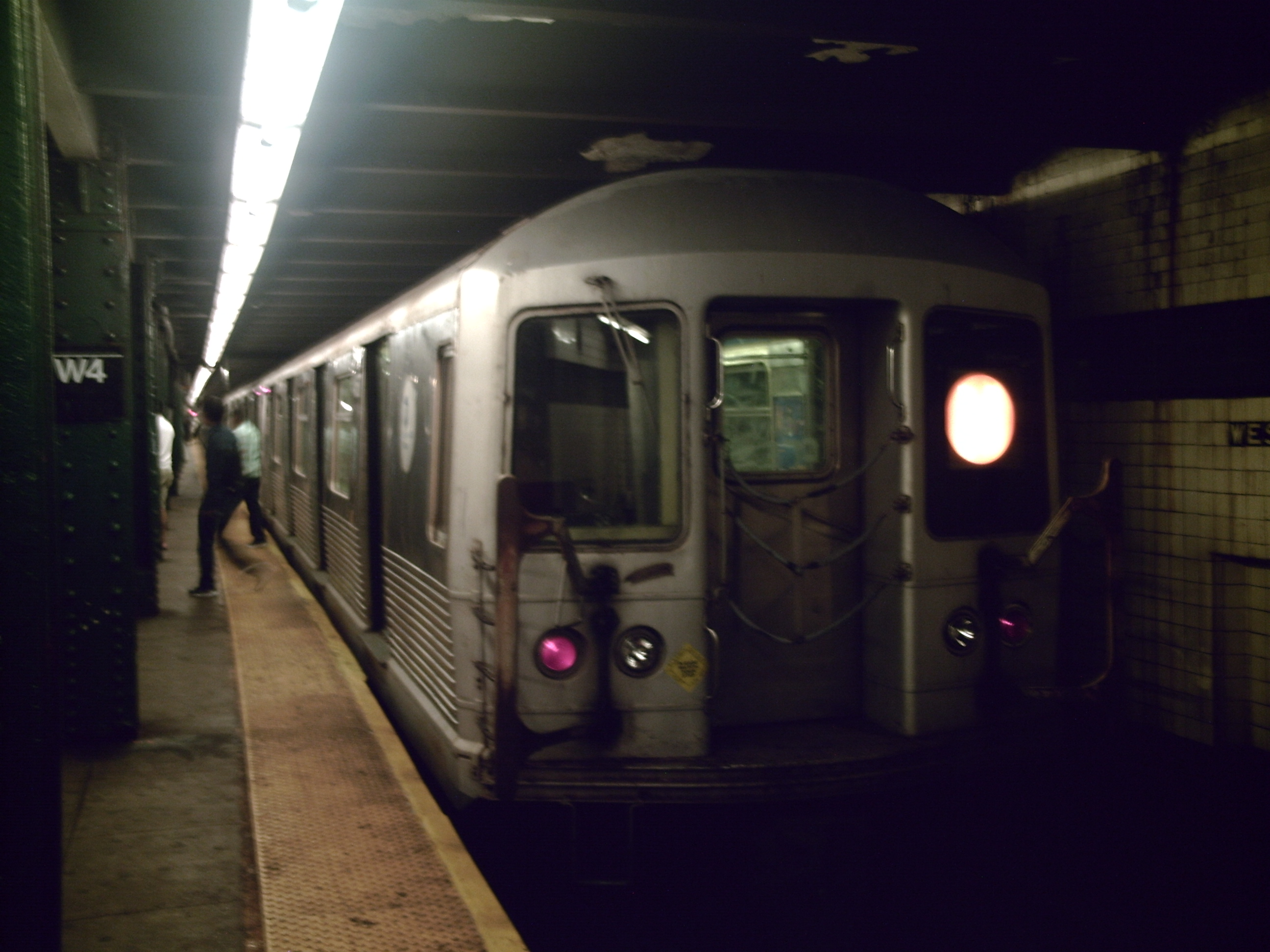
西4丁目-ワシントン・スクエア駅に停車中の南行R42電車（英語版）
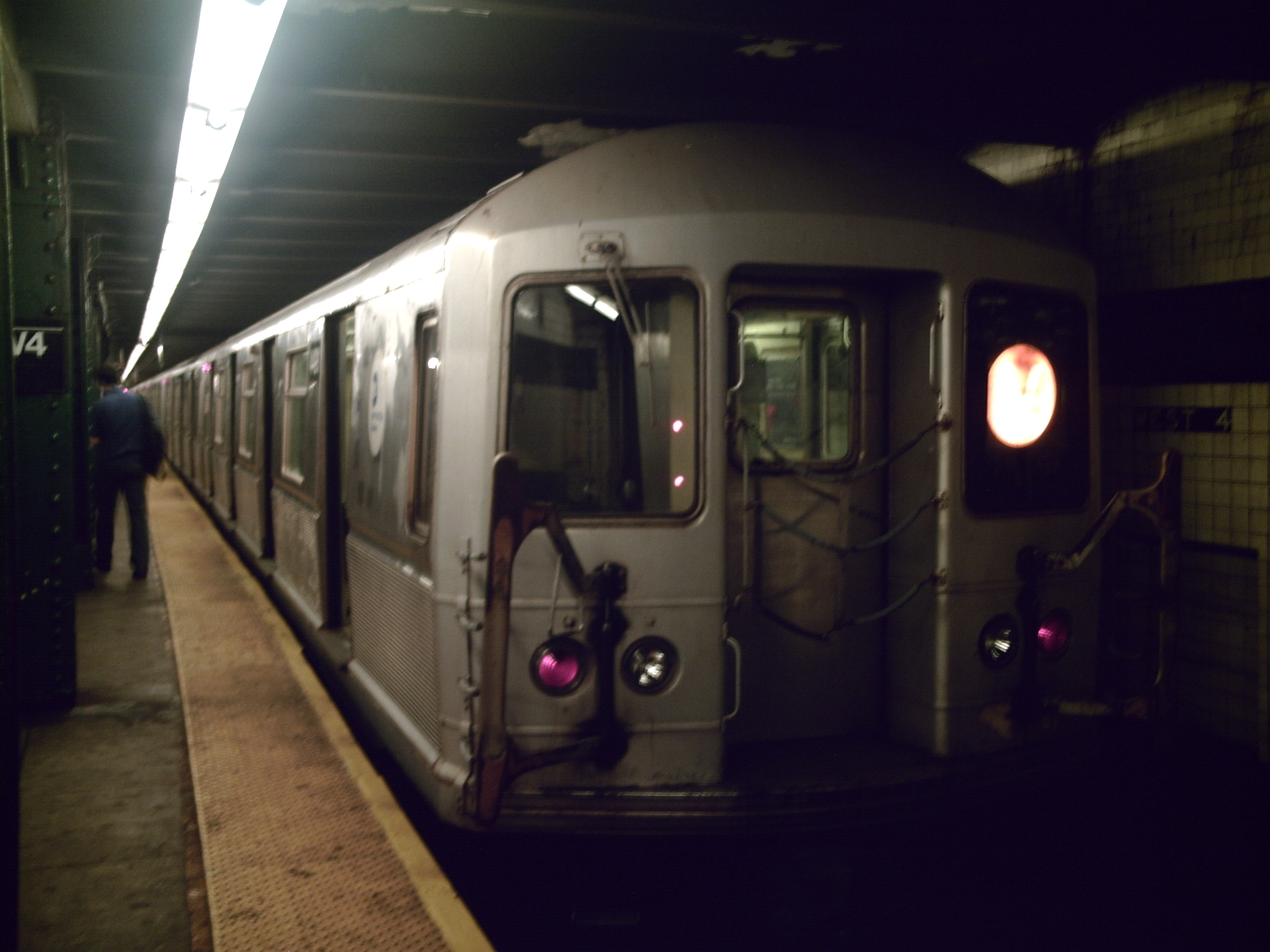
西4丁目-ワシントン・スクエア駅に停車中の南行R40A電車（英語版）
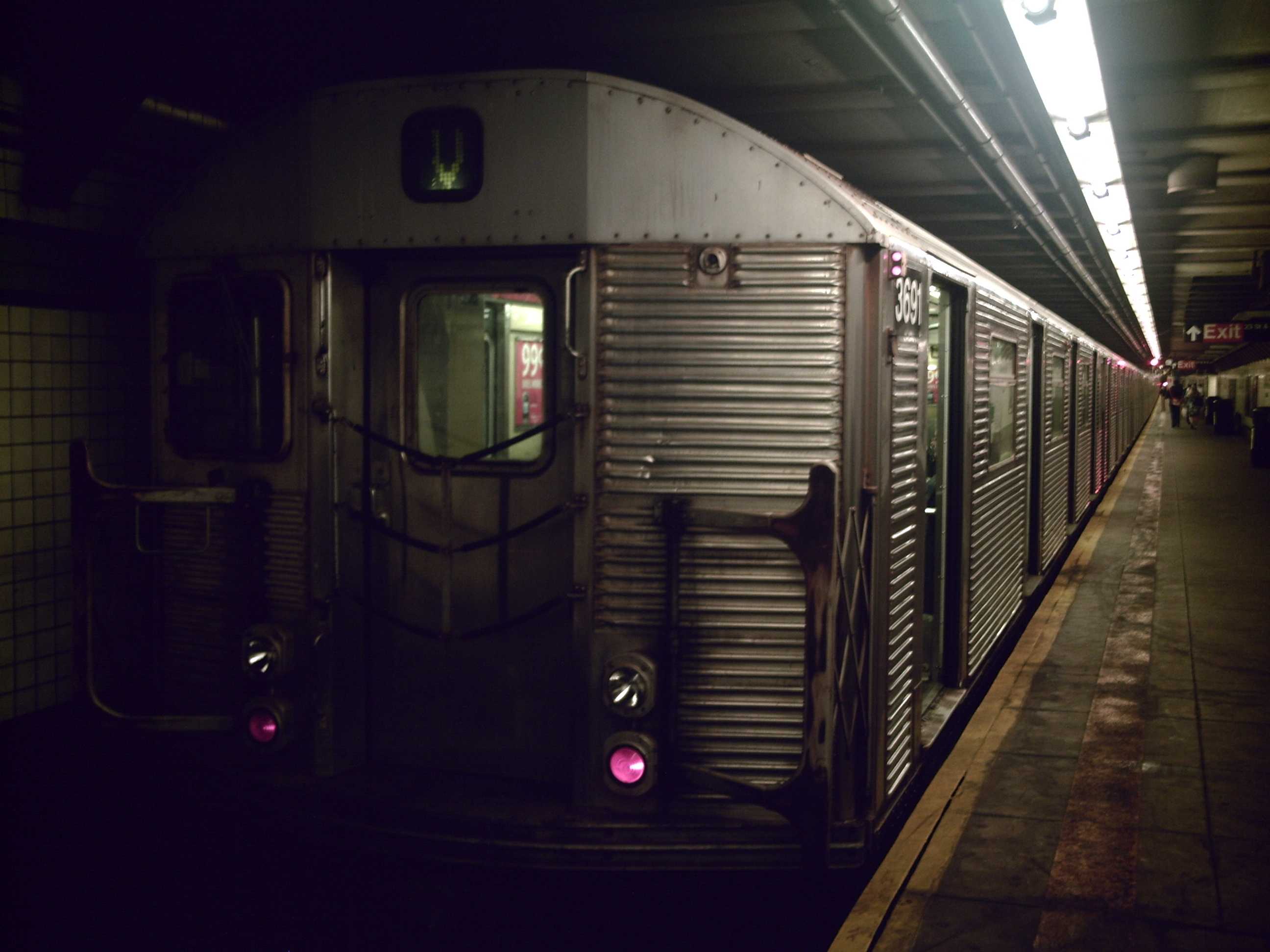
23丁目駅に停車中の北行R32電車（英語版）

## 運行パターン
平日のみの運行で、休日の運行はなかった。
| 路線                          | 始発                                                          | 終着                 | 使用線路・種別 |
| ----------------------------- | ------------------------------------------------------------- | -------------------- | -------------- |
| INDクイーンズ・ブールバード線 | フォレスト・ヒルズ-71番街駅                                   | クイーンズ・プラザ駅 | 各駅停車       |
| INDクイーンズ・ブールバード線 | 23丁目-エリー・アベニュー駅 （現：コート・スクエア-23丁目駅） | 5番街/53丁目駅       | 全て           |
| IND6番街線                    | 47丁目-50丁目-ロックフェラー・センター駅                      | 2番街駅              | 各駅停車       |

## 駅一覧
| 凡例                                    | 凡例                             |
| --------------------------------------- | -------------------------------- |
| Stops all times                         | 終日停車                         |
| Stops all times except late nights      | 深夜を除き終日停車               |
| Stops weekdays only                     | 平日のみ停車                     |
| Stops rush hours in peak direction only | ラッシュ時に混雑方向の列車が停車 |
| 時間帯詳細                              |                                  |

| V service                  | 駅                                                            | バリアフリー・アクセス | 地下鉄乗り換え                                              | 接続・備考 |
| -------------------------- | ------------------------------------------------------------- | ---------------------- | ----------------------------------------------------------- | --- |
| クイーンズ区               |                                                               |                        |                                                             | |
| クイーンズ・ブールバード線 |                                                               |                        |                                                             | |
| Stops weekdays only        | フォレスト・ヒルズ-71番街駅                                   |                        | E F <F> R                                                   | ロングアイランド鉄道本線フォレスト・ヒルズ駅 |
| Stops weekdays only        | 67番街駅                                                      |                        | R                                                           | |
| Stops weekdays only        | 63番ドライブ-レゴ・パーク駅                                   |                        | R                                                           | ラガーディア空港行きQ72バス |
| Stops weekdays only        | ウッドヘイブン・ブールバード駅                                |                        | R                                                           | Q52/Q53セレクト・バス・サービス |
| Stops weekdays only        | グランド・アベニュー-ニュータウン駅                           |                        | R                                                           | Q53セレクト・バス・サービス |
| Stops weekdays only        | エルムハースト・アベニュー駅                                  |                        | R                                                           | |
| Stops weekdays only        | ジャクソン・ハイツ-ルーズベルト・アベニュー駅                 | バリアフリー・アクセス | E F <F> R 7 (IRTフラッシング線)                             | ラガーディア空港マリン・エア・ターミナル行きQ47セレクト・バス・サービス ラガーディア空港行きQ70セレクト・バス・サービス Q53セレクト・バス・サービス |
| Stops weekdays only        | 65丁目駅                                                      |                        | R                                                           | |
| Stops weekdays only        | ノーザン・ブールバード駅                                      |                        | R                                                           | |
| Stops weekdays only        | 46丁目駅                                                      |                        | R                                                           | |
| Stops weekdays only        | スタインウェイ・ストリート駅                                  |                        | R                                                           | |
| Stops weekdays only        | 36丁目駅                                                      |                        | R                                                           | |
| Stops weekdays only        | クイーンズ・プラザ駅                                          | バリアフリー・アクセス | E R                                                         | |
| Stops weekdays only        | 23丁目-エリー・アベニュー駅 （現：コート・スクエア-23丁目駅） |                        | E G (INDクロスタウン線) 7 <7> (IRTフラッシング線)           | |
| マンハッタン区             |                                                               |                        |                                                             | |
| Stops weekdays only        | レキシントン・アベニュー-53丁目駅                             | バリアフリー・アクセス | E 6 <6> (IRTレキシントン・アベニュー線)                     | |
| Stops weekdays only        | 5番街/53丁目駅                                                |                        | E                                                           | |
| 6番街線                    |                                                               |                        |                                                             | |
| Stops weekdays only        | 47丁目-50丁目-ロックフェラー・センター駅                      | バリアフリー・アクセス | B D F <F>                                                   | |
| Stops weekdays only        | 42丁目-ブライアント・パーク駅                                 |                        | B D F <F> 7 <7> (IRTフラッシング線)                         | |
| Stops weekdays only        | 34丁目-ヘラルド・スクエア駅                                   | バリアフリー・アクセス | B D F <F> N Q R W (BMTブロードウェイ線)                     | PATH33丁目駅 M34/M34Aセレクト・バス・サービス |
| Stops weekdays only        | 23丁目駅                                                      |                        | F <F>                                                       | PATH23丁目駅 M23セレクト・バス・サービス |
| Stops weekdays only        | 14丁目駅                                                      |                        | F <F> 1 2 3 (IRTブロードウェイ-7番街線) L (BMTカナーシー線) | PATH14丁目駅 |
| Stops weekdays only        | 西4丁目-ワシントン・スクエア駅                                | バリアフリー・アクセス | B D F <F> A C E (IND8番街線)                                | PATH9丁目駅 |
| Stops weekdays only        | ブロードウェイ-ラファイエット・ストリート駅                   | バリアフリー・アクセス | B D F <F> 6 <6> (IRTレキシントン・アベニュー線)             | |
| Stops weekdays only        | 2番街駅                                                       |                        | F <F>                                                       | |